# TBSラジオデジタル
TBSラジオデジタル（ティービーエスラジオデジタル）は、デジタルラジオ推進協会が2008年9月29日から2011年3月31日まで放送を行っていた地上デジタルラジオ実用化試験放送局のサービスである。

## 概要
TBSラジオ&コミュニケーションズ（TBS R&C、当時）が制作しているTBSラジオ（中波放送）のサイマル放送を行っていた。
デジタルラジオのみのサービスで、TBSラジオデジタルとしてはインターネット同時配信を行っていない（ただし、TBSラジオはradikoに参加しているため、一部番組を除き同様の放送がインターネット同時配信されている）。
なお、2009年4月1日より運営会社がTBS R&Cから東京放送ホールディングス（TBSHD）へ変更となっている。これはTBSグループ内で、マルチメディア放送に関する主業務をTBSHDが受け持つことになったため。

## 聴取方法
- 地上デジタル音声放送実用化試験放送

東京地区9203チャンネル
東京タワーから出力2.4kW。東京都、神奈川県、千葉県、埼玉県の各一部でのみ受信できた。

## 放送時間

### 終了時の放送時間
5:00起点の24時間放送（ただし、日曜日深夜25時から29時までは設備メンテナンスのため、放送休止）

### 過去の放送時間
月曜日～土曜日 - 6:00～27:00 日曜日 6:00～25:00（2008年9月29日 - 2009年3月31日）

## 備考
- TBSラジオ（中波放送）との違いとしては、時報が流れないことが挙げられる。時報スポンサーによるCMが流れた後、時報部分は無音となっている。技術的問題として中波放送と数秒間の遅延は避けられず、正確なタイミングで時報を放送できないためである。同じくサイマル放送が行われている文化放送プラス・ニッポン放送DIGITALやradikoでも同様の措置が取られている。